# Lazăr Sfera
Lazăr Sfera (Sânmihai, 29 aprile 1909 – 24 agosto 1992) è stato un calciatore rumeno, di ruolo difensore.

## Palmarès

### Club

#### Competizioni nazionali
- Campionato rumeno: 3

Venus Bucarest: 1936-1937, 1938-1939, 1939-1940